# Aufstand von Brașov
Der Aufstand von Brașov am 15. November 1987 war ein Aufstand von circa 20.000 Arbeitern in der Stadt Brașov (deutsch Kronstadt) und richtete sich gegen die Wirtschaftspolitik von Nicolae Ceaușescu im kommunistisch strukturierten Rumänien.

## Politische Situation
Das im Südosten Siebenbürgens gelegene Brașov war zu der Zeit die industriell höchstentwickelte Stadt Rumäniens, über 61 Prozent der Arbeitskräfte der Stadt arbeiteten in der dortigen Industrie. In den 1960er Jahren hatte die Regierung hier moldauische Bauern angesiedelt, woraus sich mit anderen Ortsansässigen eine qualifizierte Arbeiterschaft entwickelt hatte. Die Arbeitnehmer der Stadt spürten daher den industriellen Niedergang Osteuropas Mitte der 1980er Jahre besonders stark.
Mit Nicolae Ceaușescus Plänen zum drastischen Schuldenabbau ab Anfang 1982 wurden für Lebensmittelproduktion und -verteilung bestimmte Gelder zur Zahlung von Schulden im Westen umgeleitet. In der Folge wurden die wichtigsten Lebensmittel und Konsumgüter rationiert, was zu langen Warteschlangen für die meisten Grundnahrungsmittel führte.
Hinzu kamen weitere Ziele wie die Reduzierung des Energieverbrauchs und der Arbeitslöhne, die zu großer Unzufriedenheit in der Bevölkerung führten. Bereits im November 1986 kam es zu einem Aufstand in Cluj-Napoca sowie im Februar 1987 in Nicolina bei Iași. In diesem Klima einer wirtschaftlichen Depression mit Energie- und Nahrungsmittelknappheit brach am 15. November 1987 der Aufstand von Brașov aus.

## Ablauf des Aufstandes
Der Aufstand begann am Morgen des 15. November, einem Sonntag, im Lastkraftwagen-Kombinat Intreprinderea Autocamionul Brașov (I.A.Bv.) Steagul Roșu (Rote Fahne). Die Parteifunktionäre hatten geplant, dass die Arbeiter der Nachtschicht zum Schichtende, anstatt nach Hause zu gehen, geschlossen ihre Stimme zur Volksratswahl abgäben.
Die Proteste hiergegen steigerten sich schnell zu einer Demonstration gegen die Firmenleitung und das Regime. Mehr als 1500 Arbeiter, ohnehin wegen bevorstehender Lohnkürzungen und der geplanten Abschaffung von 15.000 Arbeitsplätzen in der Stadt erbost, marschierten Richtung Innenstadt und bekamen auf dem Weg Zulauf von allen Seiten. Die Ortspolizei hielt den Zug zunächst für eine Pro-Ceaușescu-Demonstration und griff nicht ein, da sich Ceaușescu zu dieser Zeit zwecks Stimmabgabe in der Stadt aufhielt.
Die Demonstranten forderten erst lautstark Lohnerhöhungen, dann riefen sie Parolen wie Nieder mit Ceaușescu!, Nieder mit dem Kommunismus! und sangen patriotische Lieder aus der Zeit der Revolution von 1848 wie Nieder mit der Diktatur und Wir wollen Brot. Mehr als 20.000 Arbeitnehmer aus den Traktorenfabrik Hidromecanica und eine Reihe von Bewohnern Brașovs schlossen sich dem Marsch an.
4000 Menschen besetzten und plünderten darauf das Rathaus und die Parteibüros. Die Demonstranten waren besonders verärgert über die festlich vorbereiteten Amtsgebäude, die zur Feier des anstehenden Wahlsieges mit reichlich Lebensmitteln ausgestattet waren, zu Zeiten eines Sparprogramms und einer Nahrungsmittelknappheit, die Rumänien den vierten Hungerwinter in Folge beschert hatte. Auf dem Stadtplatz wurde ein großes Feuer aus Parteiunterlagen, Propagandamaterialien und Ceaușescu-Porträts entfacht, welches noch nach Stunden brannte.
Die Polizei und Kräfte der Securitate konnten erst nach sechs Stunden in der Abenddämmerung, von Schützenpanzern der Armee unterstützt, die Revolte mit Tränengas und Wasserwerfern niederschlagen. Die Nachricht über die Unruhen verbreitete sich im Land erst später und als Radio Free Europe hierzu berichtete, war es für ein Überspringen des Funkens auf andere Städte bereits zu spät. Es gab zwar keine Todesopfer zu beklagen, aber rund 300 Protestierende (andere Quellen sprechen von etwa „400 Rädelsführern“) wurden verhaftet, wovon nach inoffiziellen Berichten ungefähr die Hälfte der deutschen Minderheit angehört haben soll. Aus Furcht vor weiteren Aufständen wurden die Häftlinge in Gefängnisse nach Bukarest verbracht. Erst Wochen später, als die Repressionen voll durchgriffen, wurde kurz über den Aufstand als „Vandalismus“ und „isolierte Fälle von Rowdytum“ berichtet, was relativ milde Haftstrafen von nicht mehr als zwei Jahren nach sich zog. Von den etwa 300 inhaftierten Teilnehmern dieses Aufstands wurden 61 zu sechs Monaten bis drei Jahren Haft verurteilt, in unterschiedliche Städte des Landes wie Filiași, Târgoviște, Brăila oder Bârlad umgesiedelt oder bis zum Ende des Kommunismus observiert. Auch auf deren Ehefrauen wurden unterschiedliche Schikanen ausgeübt.
Von den Personen, die gegen die Aufständischen vorgegangen waren, wurde niemand zur Verantwortung gezogen.

## Folgen
Obwohl der Aufstand von Brașov nicht unmittelbar zu einer Revolution führte, war er ein schwerer Schlag gegen das Ceaușescu-Regime. Der Historiker Dennis Deletant bezeichnete die Revolte als von „Ceaușescu ignorierte Warnzeichen über die wachsende Unzufriedenheit in der Arbeiterschaft“ und kritisiert „sein blindes Voranstürzen mit den gleichen wirtschaftlichen Massnahmen, scheinbar gleichgültig gegenüber deren Folgen“. Die Ereignisse warfen ihre Schatten auf die Rumänische Revolution von 1989 voraus, die zwei Jahre später zum Sturz und zur Hinrichtung Nicolae Ceaușescus und seiner Frau Elena sowie zum Ende des realsozialistischen Systems in Rumänien führte.
Zehn Jahre nach dem Aufstand würdigte die Stadt Brașov etwa 60 Aufständische zu Ehrenbürgern der Stadt. Am 15. November 2022 dankte der rumänische Ministerpräsident Nicolae Ciucă den Kronstädter Arbeitern für ihre Opfer, die sie bei der antikommunistischen Revolte vor 35 Jahren brachten.